# Юровский сельсовет (Пензенская область)
Юровский сельсовет — муниципальное образование со статусом сельского поселения в Мокшанском районе Пензенской области Российской Федерации.
Административный центр — село Юровка.

## История
Статус и границы сельского поселения установлены Законом Пензенской области от 2 ноября 2004 года № 690-ЗПО «О границах муниципальных образований Пензенской области».

## Население
| 2002  | 2010  | 2012  | 2013  | 2014  | 2015  | 2016  |
| ----- | ----- | ----- | ----- | ----- | ----- | ----- |
| 1239  | ↘1138 | →1138 | ↗1148 | ↘1126 | ↘1116 | ↘1103 |
| 2017  | 2018  | 2021  |       |       |       |       |
| ↘1080 | ↘1075 | ↘999  |       |       |       |       |

## Состав сельского поселения
| № | Населённый пункт  | Тип населённого пункта       | Население |
| - | ----------------- | ---------------------------- | --------- |
| 1 | Воронье           | село                         | ↘32       |
| 2 | Заречная          | деревня                      | ↗315      |
| 3 | Истоки            | посёлок                      | 64        |
| 4 | Керенка           | село                         | 29        |
| 5 | Мирный            | посёлок                      | ↘170      |
| 6 | Парижская Коммуна | посёлок                      | ↘286      |
| 7 | Труженик          | посёлок                      | 86        |
| 8 | Юровка            | село, административный центр | ↗156      |